# Melipotis surinamensis
Melipotis surinamensis là một loài bướm đêm trong họ Erebidae.